# Rosówek

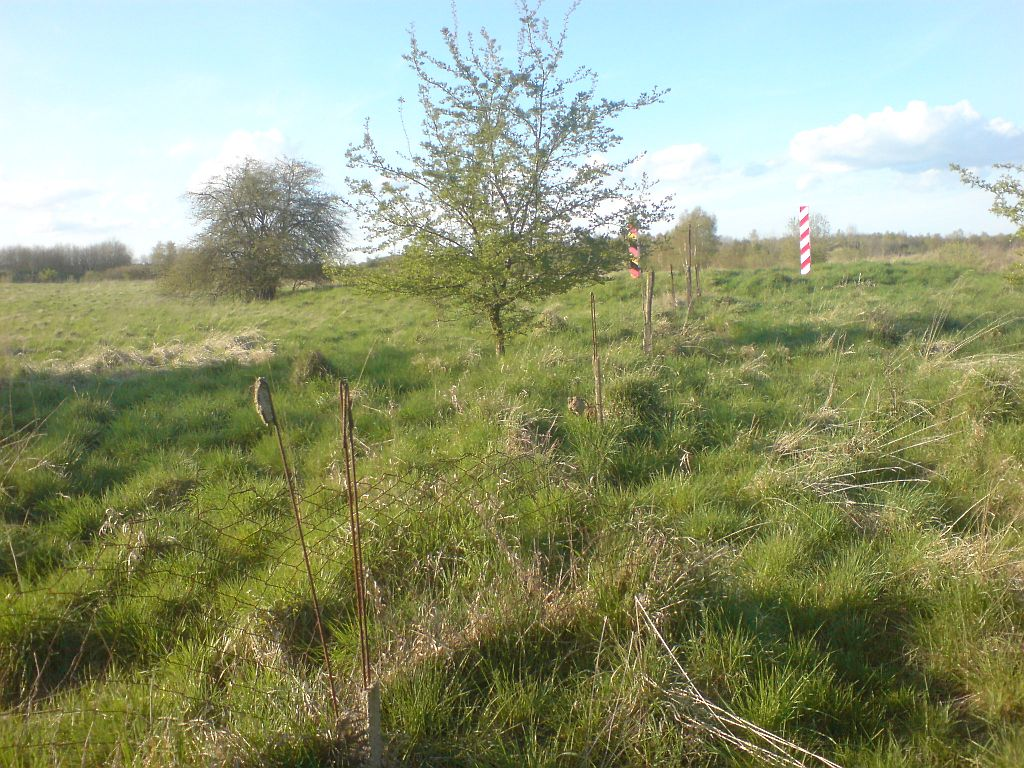
Zniszczony płot przebiagający dokładnie w linii granicznej między Polską a Niemcami, w okolicy Rosówka

Rosówek (do 1945 niem. Neu Rosow, później Rosówko) – osada w Polsce położona w województwie zachodniopomorskim, w powiecie polickim, w gminie Kołbaskowo, tuż przy granicy polsko-niemieckiej, przy drodze krajowej nr 13.
W latach 1975–1998 miejscowość administracyjnie należała do województwa szczecińskiego.
W pobliżu miejscowości funkcjonowało przejście graniczne dla samochodów osobowych Rosówek – Rosow, które zostało zlikwidowane na mocy układu z Schengen. W budynkach po byłym przejściu swoją siedzibę ma mobilna jednostka Straży Granicznej. We wsi działa kantor wymiany walut, ubezpieczalnia oraz kilka sklepików. Rosówek ma stałe połączenie PKS ze Szczecinem.
Na terenie miejscowości znajduje się również tor motocrossowy, na którym systematycznie odbywają się zawody dużej rangi, m.in. w cyklu Grand Prix.

## Historia
Na terenach na jakich położona jest osada, jeszcze przed jej powstaniem, w roku 1630 szwedzki król Gustaw II Adolf został ranny, a następnie wzięty do carskiej niewoli, skąd został odbity przez szwedzkie wojska. Osada, znana pod niemiecka nazwą Neu Rosow, powstała w latach 1821–1822 jako cześć przynależna Rosow. Znaczenia nabrała dopiero pod koniec II wojny światowej. Po sforsowaniu Odry, przechodzący front nie oszczędził Rosówka, który stał się miejscem krwawej bitwy o Szczecin. Okoliczne tereny ponadto dotknęła pierwsza powojenna korekta granic zachodnich. Przez kolejne lata Rosówek postrzegany był głównie przez pryzmat przejścia granicznego.

## Transport
Rosówek połączony jest ze Szczecinem miejską linią autobusową.